# 地下鉄81-765/766/767形電車
81-765/766/767形は、ロシア連邦のメトロワゴンマッシュと十月電車修理工場が製造を手掛ける地下鉄用電車。モスクワ（ロシア語: Москва）の愛称を持つ。クラッシャブルゾーンを導入した前面、車内のLED照明、フリースペースの設置、wi-fi通信への対応など、モスクワ地下鉄を始めとする導入先の地下鉄で初となる要素が多数盛り込まれている。

## 概要
2012年から2016年にかけて、モスクワ地下鉄には空調装置やLED前照灯（後期車）、VVVFインバータ制御を採用した81-760/761形電車（Ока）が導入されていた。それに続く新たな車両を開発するため、2013年にモスクワ地下鉄はロシア各地の研究機関やトランスマッシュホールディング、シーメンス、アルストム、ボンバルディア・トランスポーテーション、CAFなどの鉄道車両メーカーの技術者と共に次世代の車両の開発プロジェクトを立ち上げた。その中で81-760/761形の欠点の改善や乗客の快適性の向上などが行われ、車内外におよそ200箇所以上の革新的な技術が用いられる事となった。こうして設計・開発が行われたのが81-765/766/767形である。最初の車両は2016年に完成し、翌2017年にモスクワ地下鉄へ輸送された。
編成は片側に運転台が設置されている電動制御車の81-765形、運転台がない電動車の81-766形、主電動機が設置されていない付随車の81-767形で構成される。車体はステンレス、台枠や骨組は耐食コーディングを施した低合金高張力鋼で作られている。先頭部にはクラッシャブルゾーンが設置され、衝突事故時の運転手や乗客を保護する。前面左右の端に設置された前照灯や尾灯はLEDを用い、利用客の目が眩むのを防ぐため駅に近づくと自動的に明度を低くする機能を有する。連結面には転落防止のため大型の貫通幌（外幌）が設置されており、隣の車両との往来が可能である。両開きの乗降扉の幅は81-760/761形の1,250 mmから1,400 mmに拡大し、開閉時にはLEDによる照明や音によって注意が促される。
座席はロングシート（片持ち式座席）もしくはボックスシートで、先頭車には車椅子やベビーカーが設置可能なフリースペースが設置されている。車内各部に設置されている手すりはステンレス製だが大半が青色のプラスチックで覆われており、金属の冷たさから乗客の手を保護する。モスクワ地下鉄向けの車両は車内中央部にも手すりが設置されているが、乗客の往来の支障になる事が指摘され2018年以降デザイン変更が行われている。
車内には紫外線ランプによる空気濾過システムを搭載した冷暖房完備の空調装置が完備されている。照明はLEDを採用しており、消費電力が蛍光灯を利用した従来の車両より半減している。朝は白色、昼から夜にかけては黄色と乗客が快適に過ごせるよう色合いが時間によって変化する。またwi-fi通信や、充電用のUSBポート、目的地までの経路を検索することが可能なタッチスクリーンなど利用客の快適性を向上させる設備も多数搭載されている。
台車は81-760/761形と比べて軽量になり線路への負荷が減少している他、騒音を抑える吸音材を使った低応力構造が採用され、快適性が向上している。電気機器はメトロワゴンマッシュが開発した、IGBT素子を用いたVVVFインバータ制御方式を用いる主制御器を含むKATP-3が使われており、81-760/761形のKATP-2から消費電力を35％削減し部品の見直しによりメンテナンスの簡素化も実現している。主電動機はオーストリア・TSA（Traktionssysteme Austria）製の誘導電動機であるTME43-23-4形（170 kw、1,744 rpm）を用いる。これらの主要機器や車内、停車時の車外の様子は監視カメラや自動診断システムによって管理されており、情報は運転台のモニターに表示される。
導入にあたりActive Citizenの公式ウェブサイトでオンライン投票が実施され、22万人以上から寄せられた応募の中から"モスクワ"が採用されている。

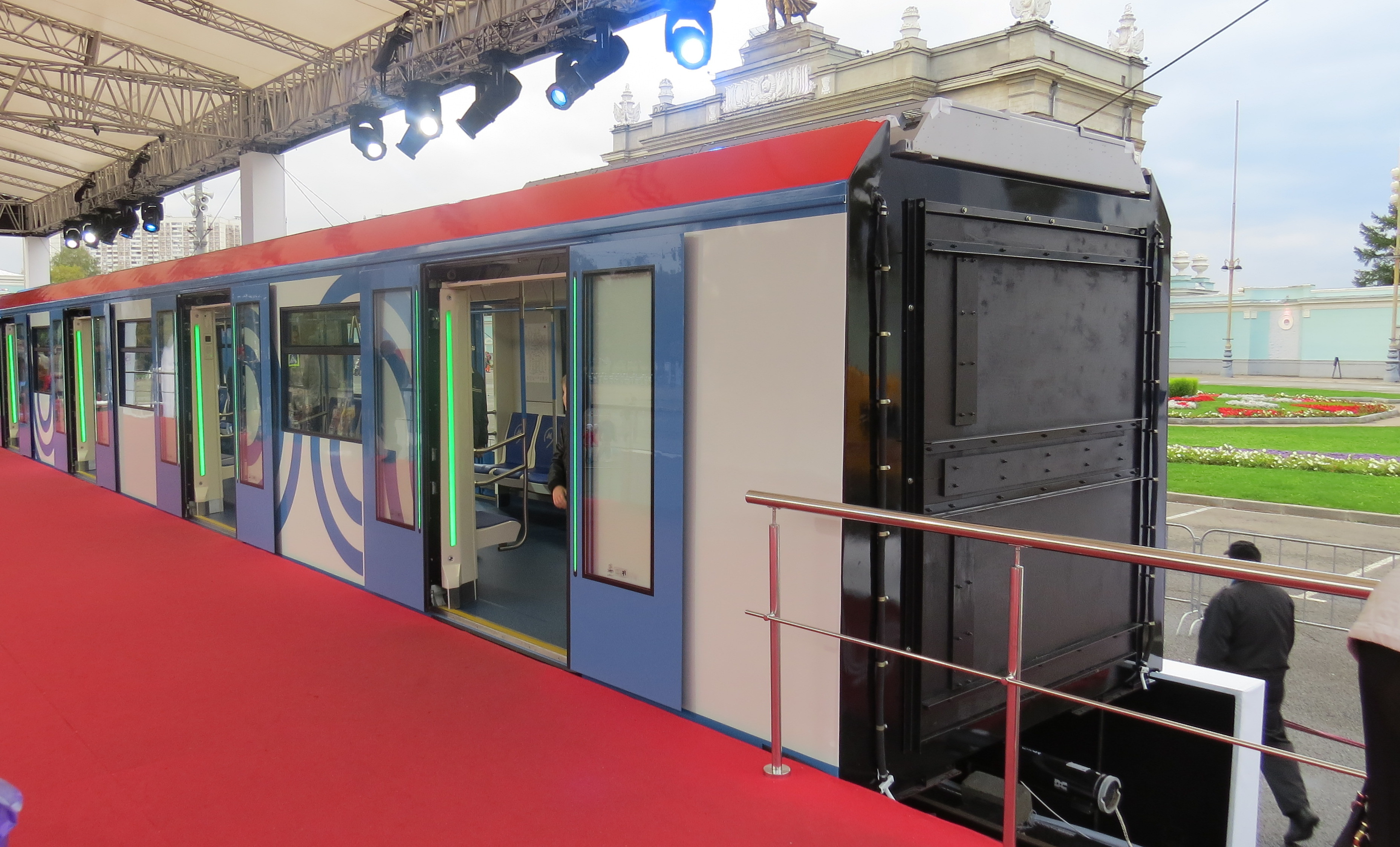
連結面
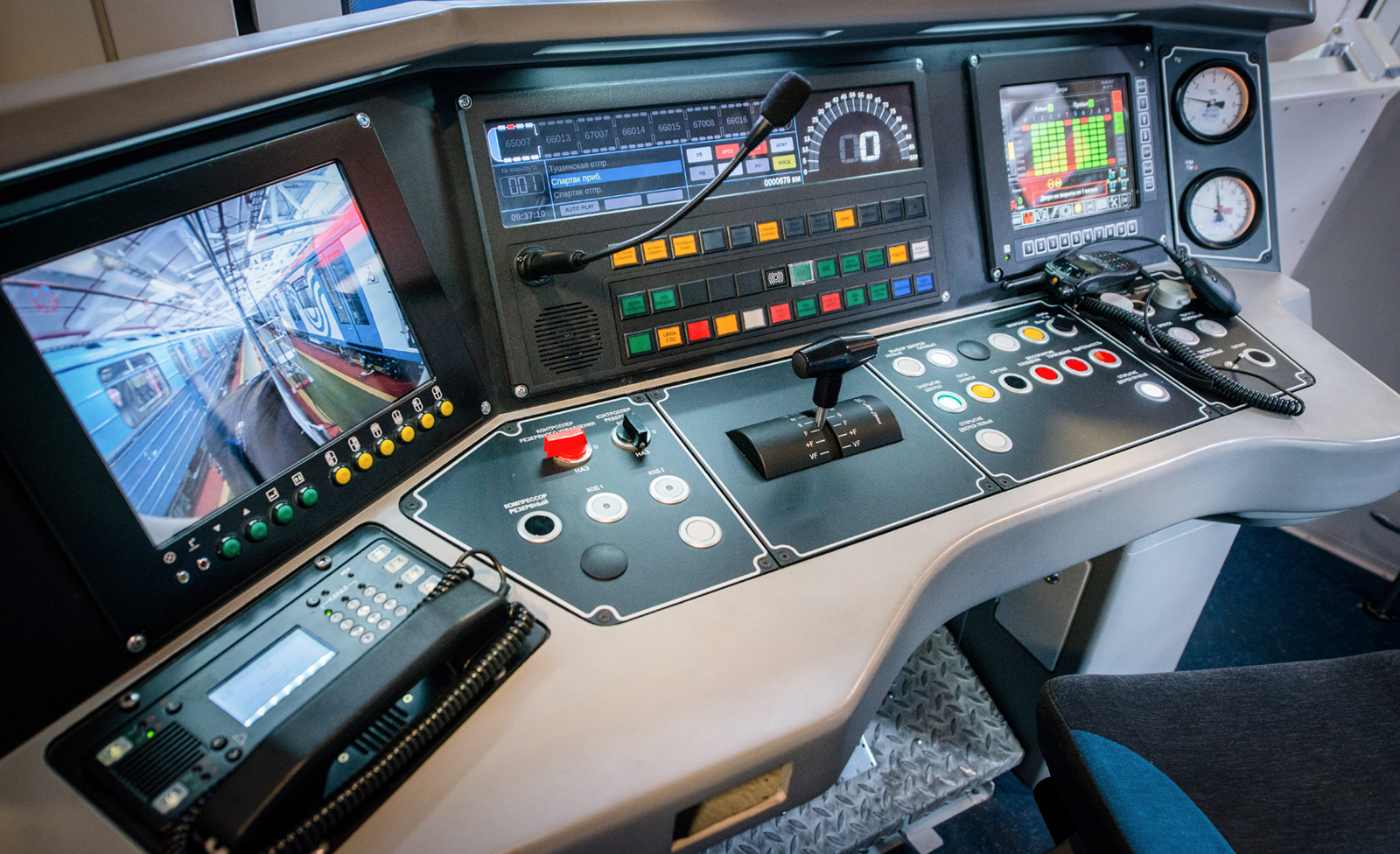
運転台
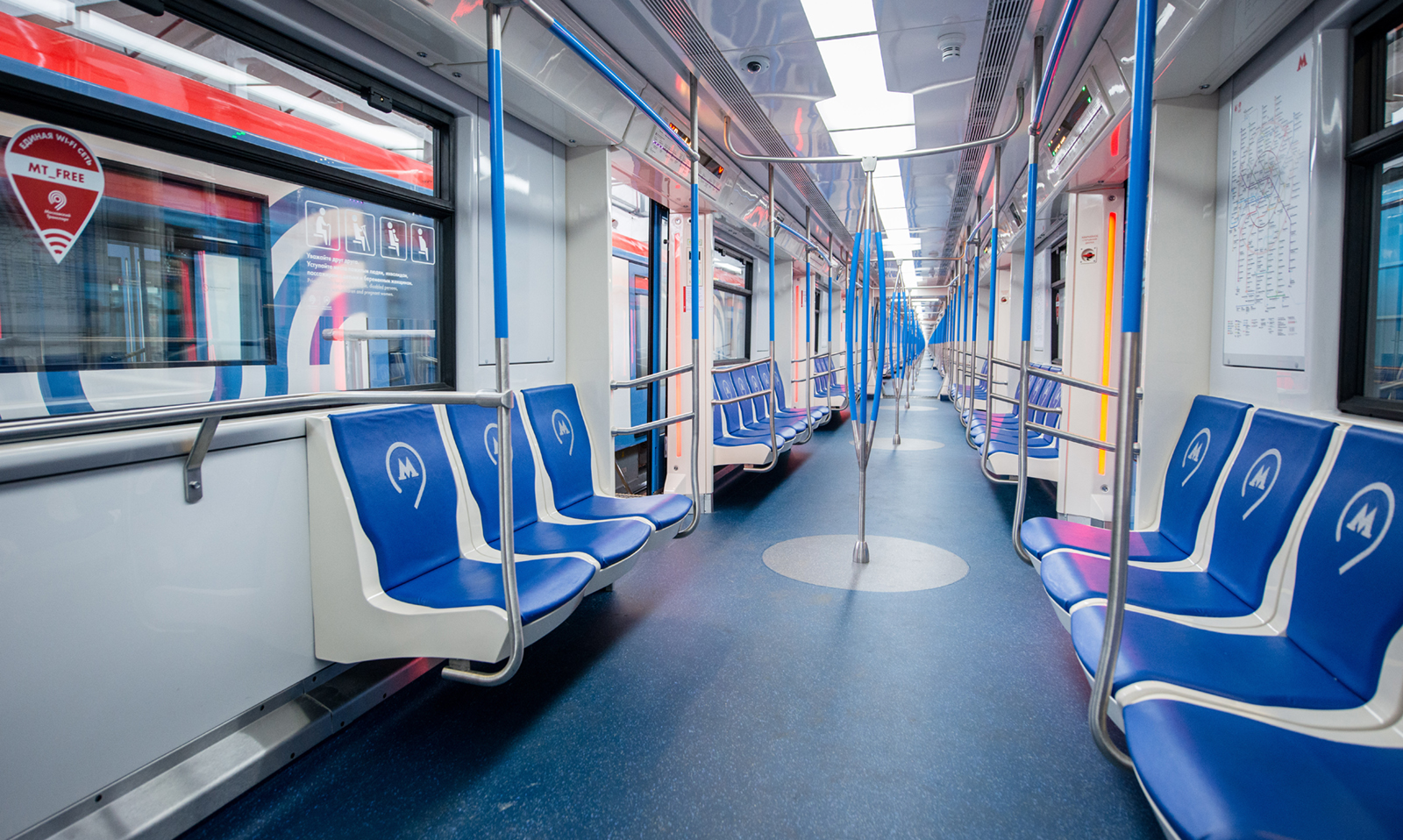
車内
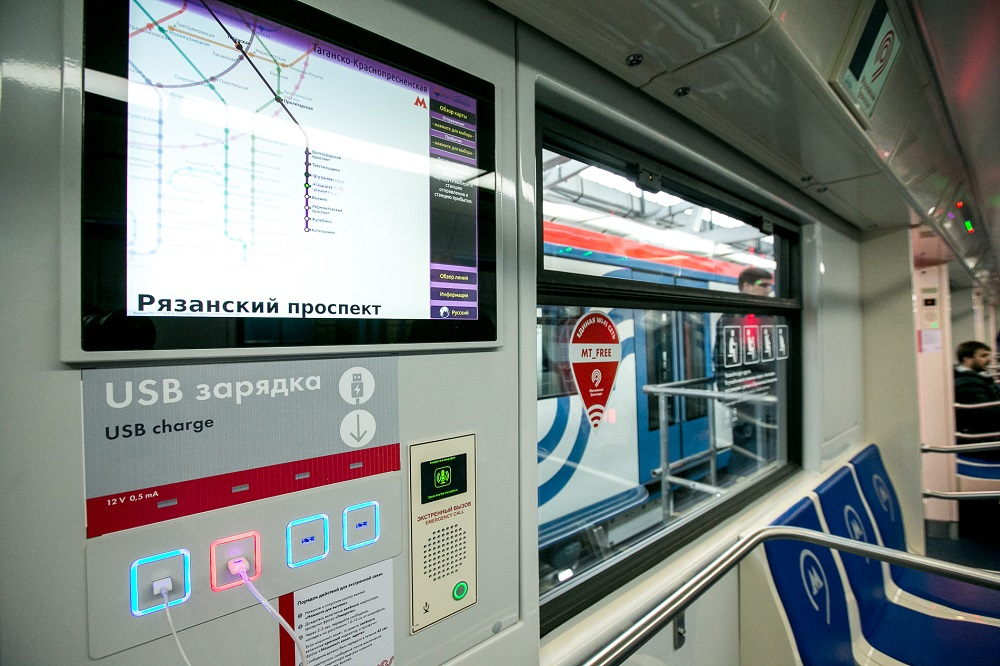
中間車に設置されているタッチスクリーンとUSBポート
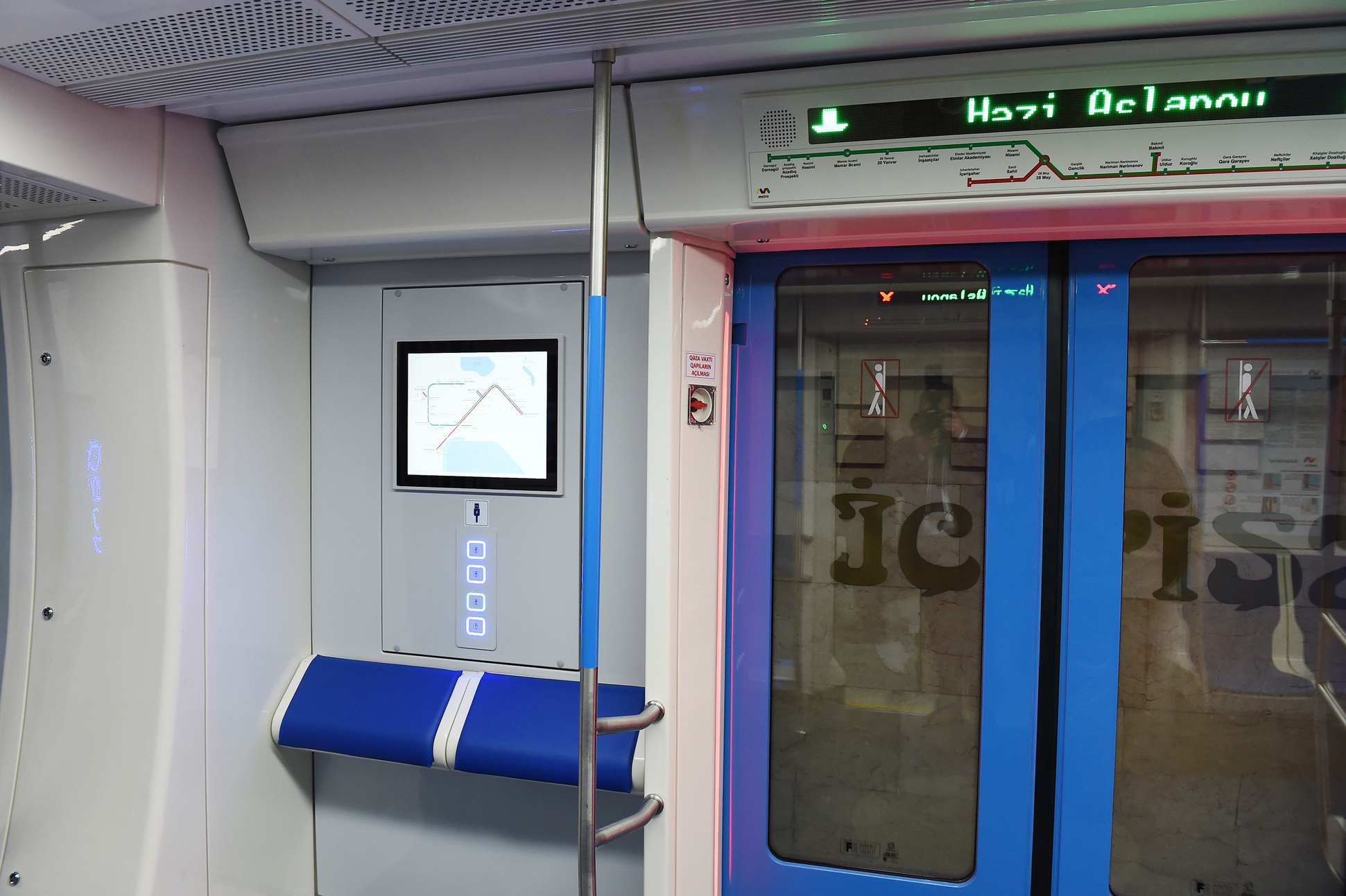
乗降扉上部には車内案内表示装置が設置されている
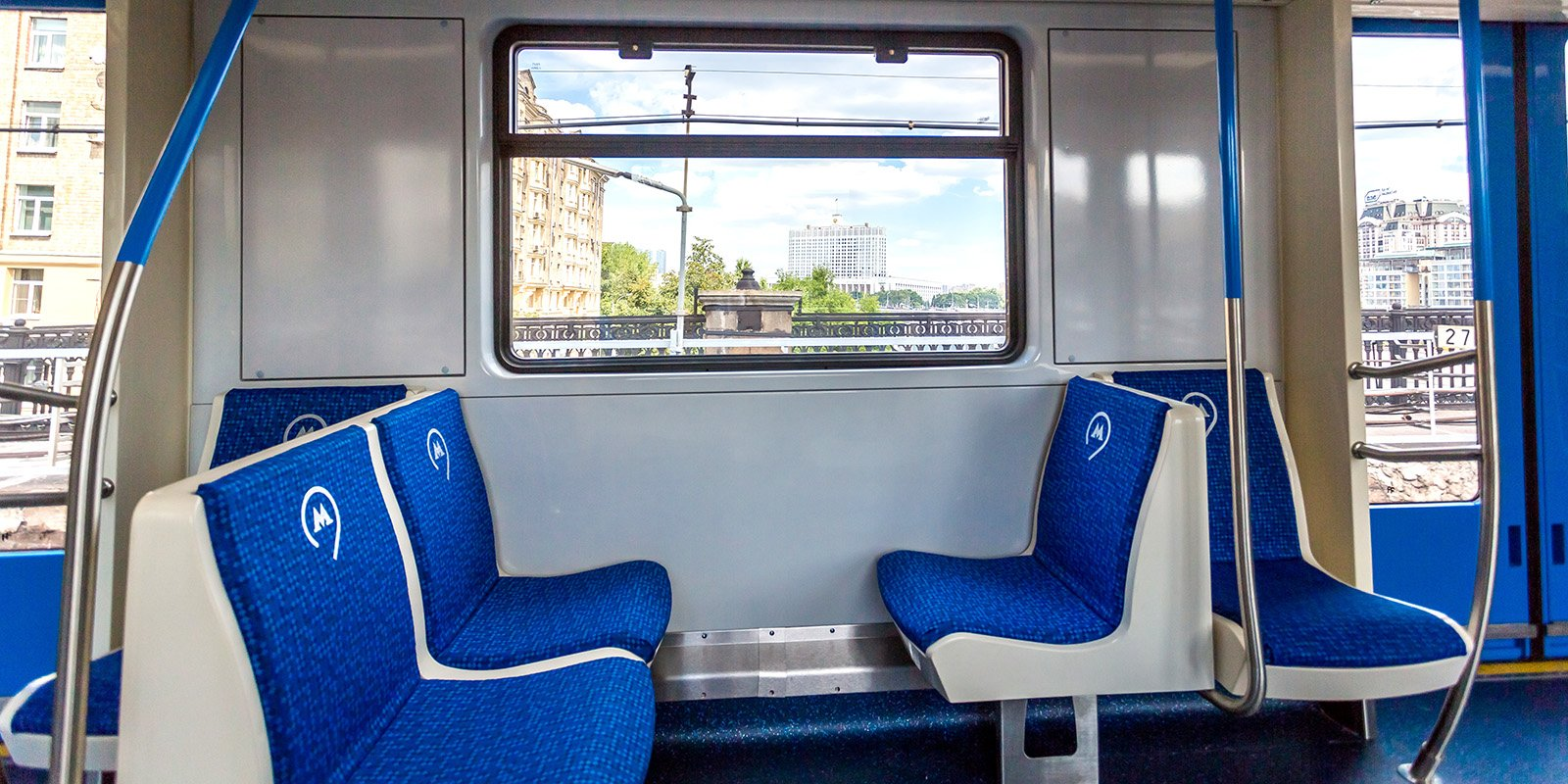
車内（81-765.2形）
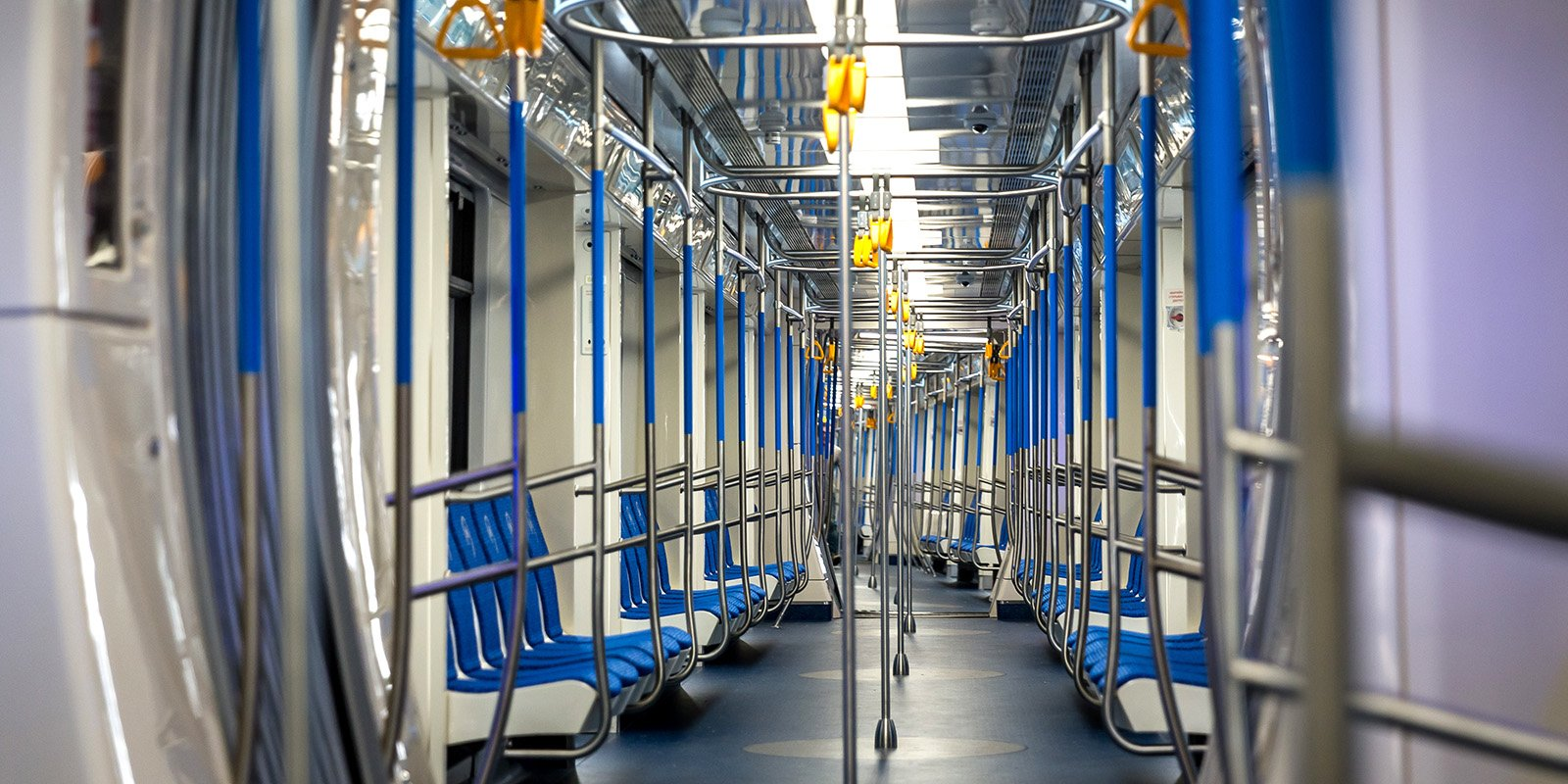
車内（81-766.2/767.2形）
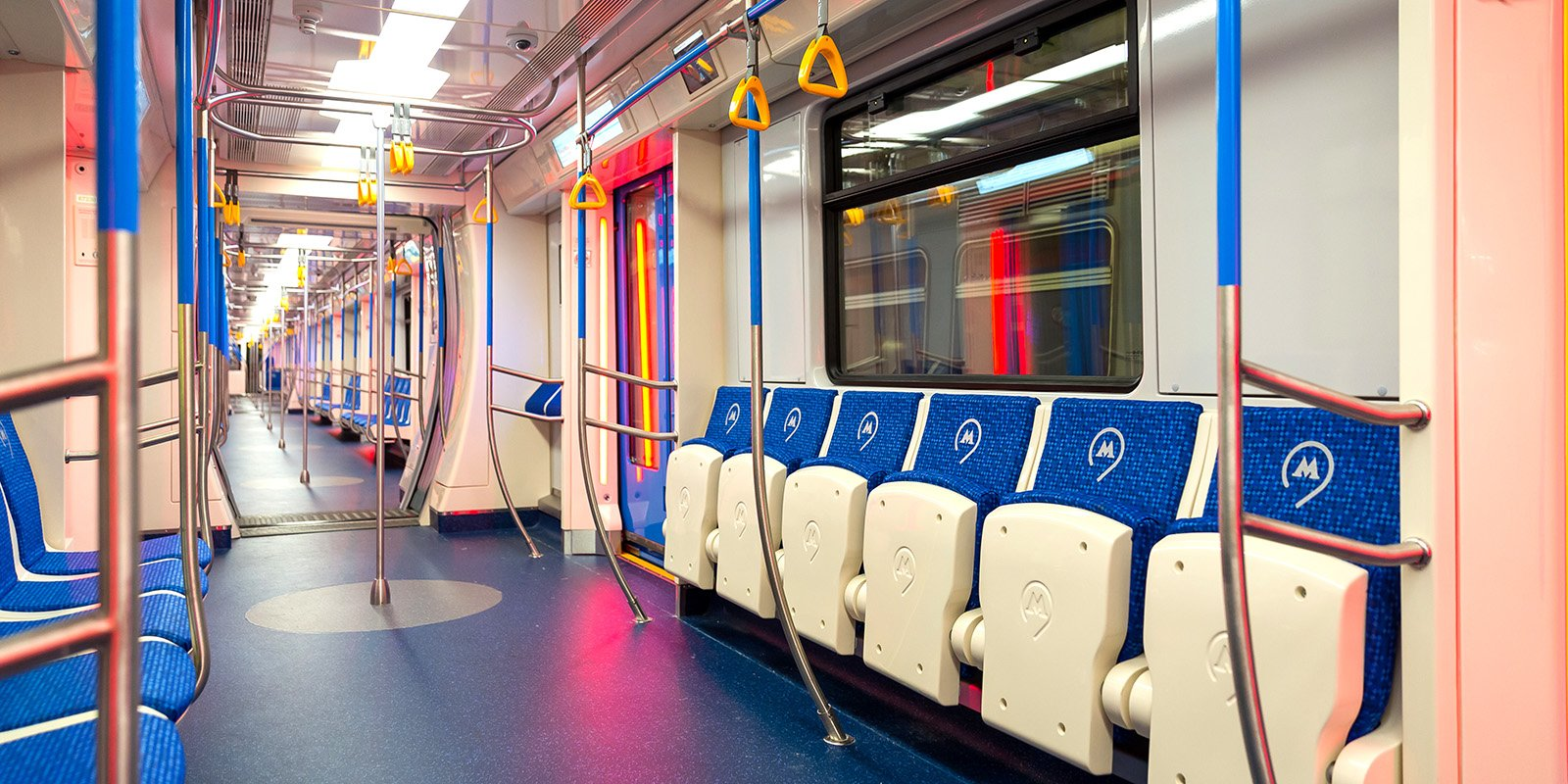
車内（座席折り畳み時）（81-766.2/767.2形）

## 運用

### モスクワ地下鉄

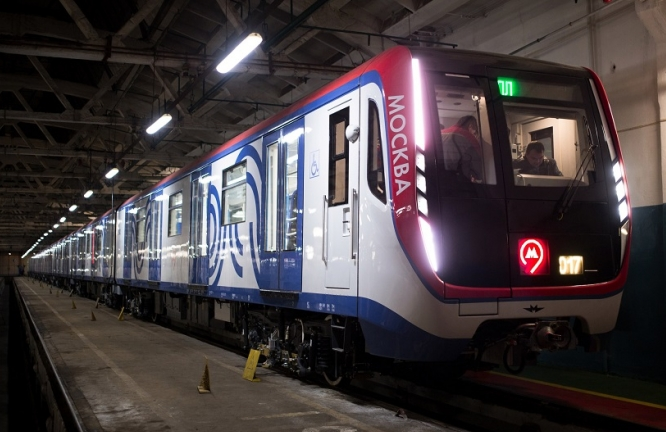
81-765/766/767形

2017年2月に最初の車両が到着し、試運転が行われた後2017年4月18日から営業運転を開始した。導入に合わせた路線の施設更新も実施され、最初の導入先となったタガーンスコ＝クラスノプレースネンスカヤ線では枕木の更新が行われている。当初はドアが開かない、オーバーランが頻発するなどのトラブルが多数報告されたが、これらはメトロワゴンマッシュの工場での修理により改善されている。
最初に導入された8両編成に加え、2018年からは半自動ドア、電動制御車（81-765形）の座席のボックスシートへの変更などを実施した6両編成の81-765.2/766.2/767.2形が登場し、地上区間を有するフィリョーフスカヤ線へ導入された。また同年には座席にモケットが張られた8両編成の81-765.3/766.3/767.3形が、2019年以降はブレーキシステムの改良が行われた8両編成の81-765.4/766.4/767.4形（Москва 2019）が製造されている。
2020年までに1,874両が導入される予定となっており、大量の車両を短期間に生産する必要がある事からメトロワゴンマッシュに加えサンクトペテルブルクの十月電車修理工場も2018年以降製造に参加している。
モスクワ地下鉄での運用時には第三軌条からの集電を行うが、導入前には全ロシア鉄道研究所で実施された試運転や鉄道見本市"Expo 1250"での公開走行が行われた際にはパンタグラフが搭載され、架線からの集電が実施された。

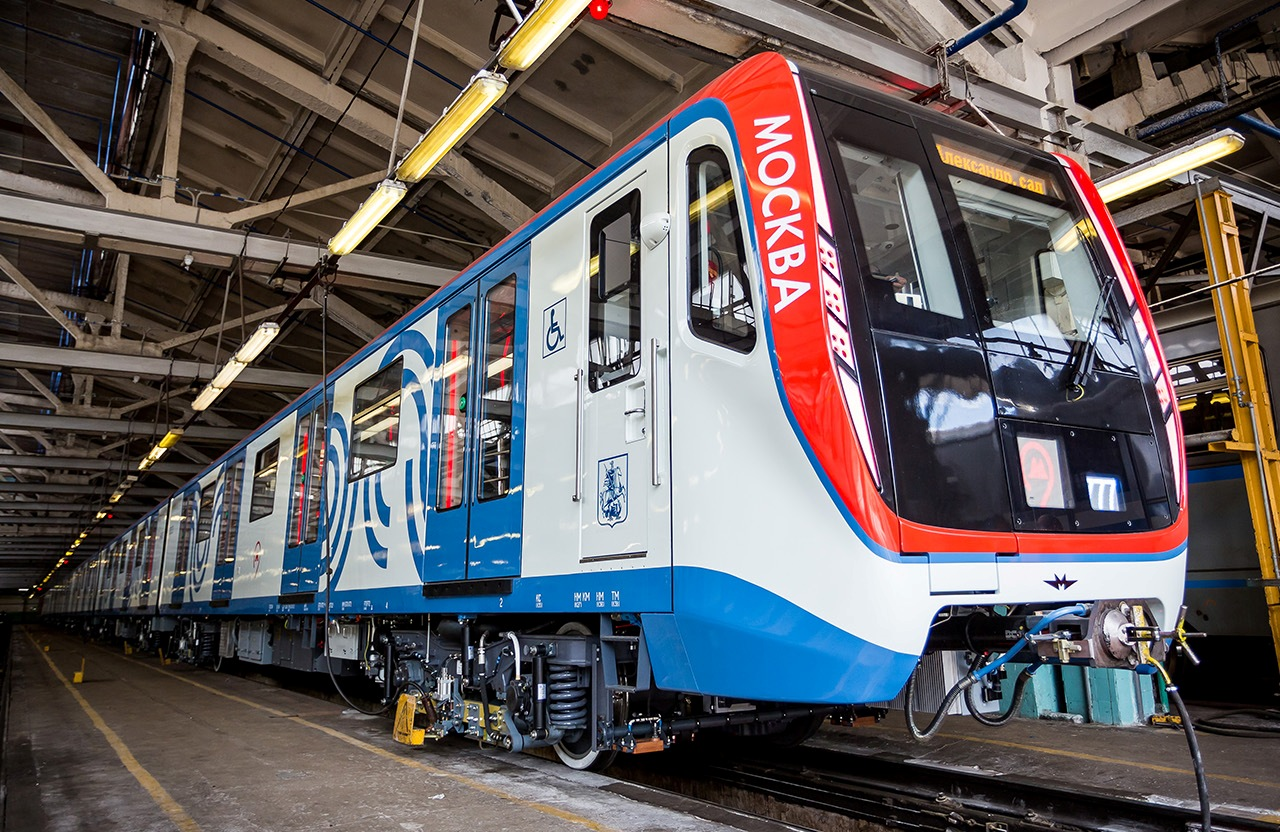
81-765.2形
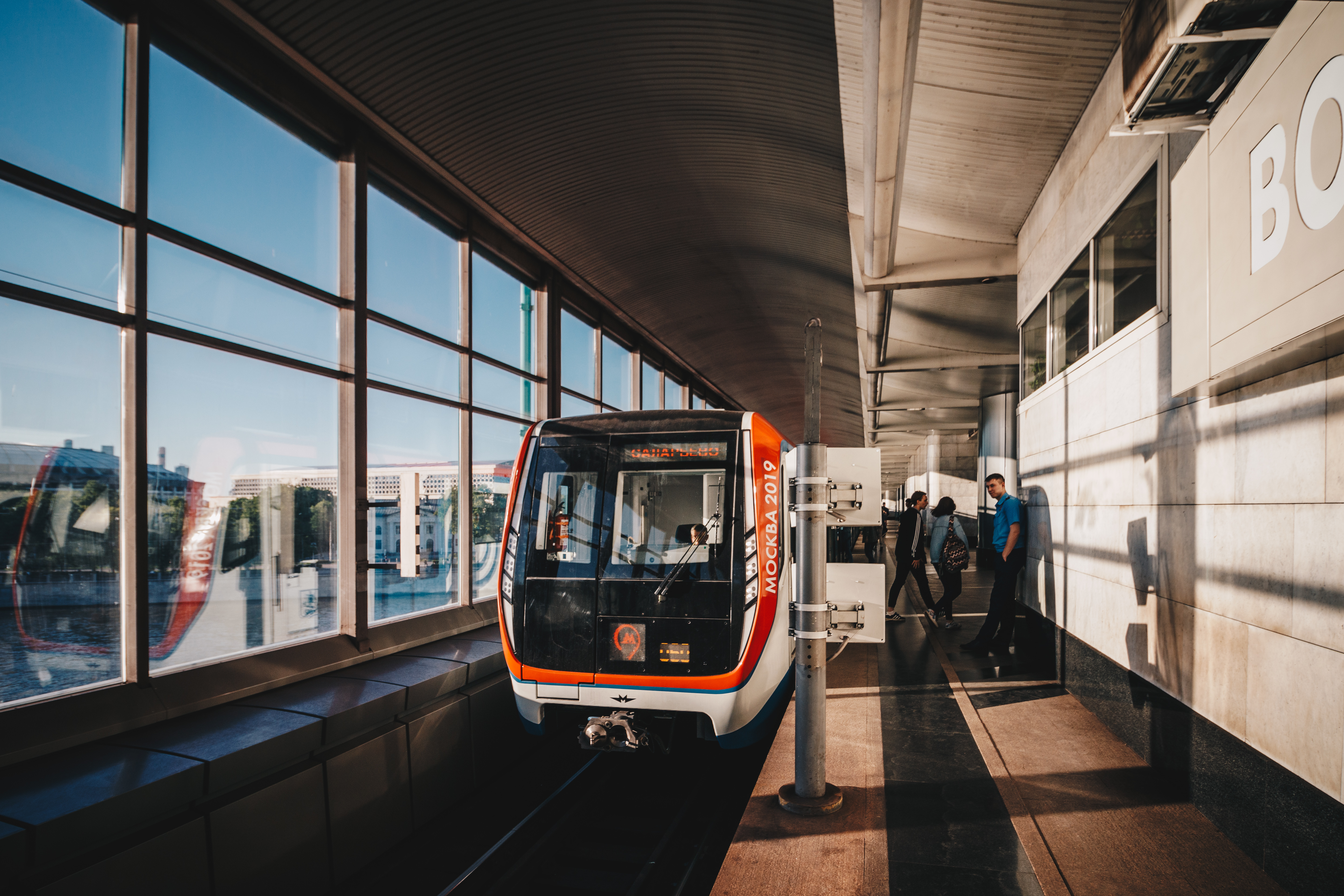
81-765.4形（Москва 2019）
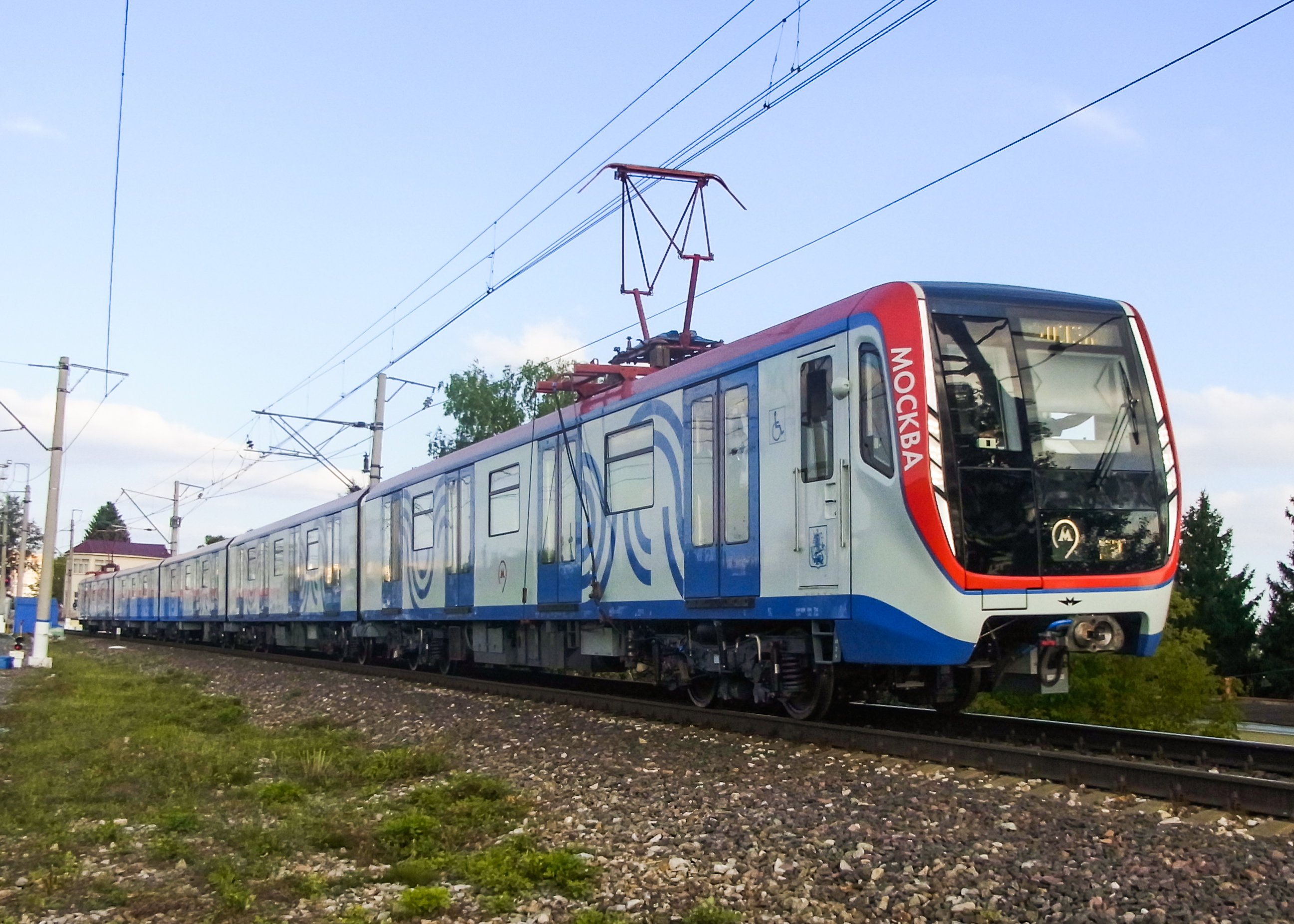
全ロシア鉄道研究所での運転時はパンタグラフを搭載していた

### バクー地下鉄

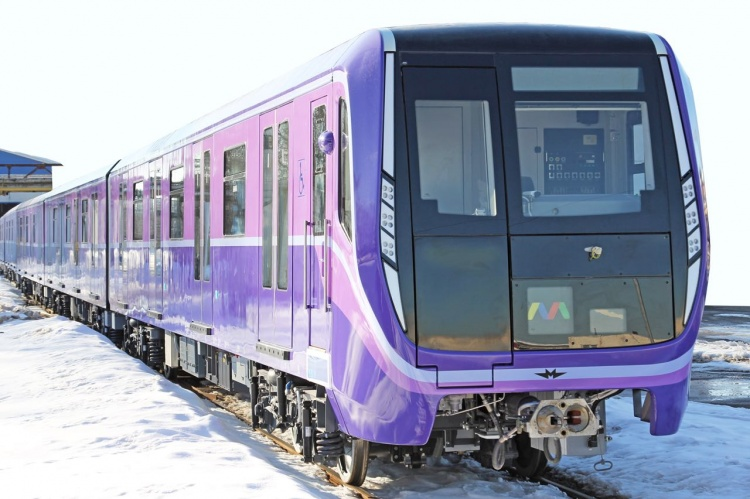
81-765.B/766.B形

2017年、アゼルバイジャンの首都・バクーを走るバクー地下鉄は、メトロワゴンマッシュとの間に5両編成を組む81-765.B/766.B形の導入に関する交渉を開始した。翌2018年に契約が結ばれ、同年4月20日から最初の2編成が営業運転を開始した。その後、2023年までに合計20編成（5両編成20本、100両）が導入されている他、2024年から2026年にかけて更に13編成（5両編成13本、65両）の増備が予定されている。

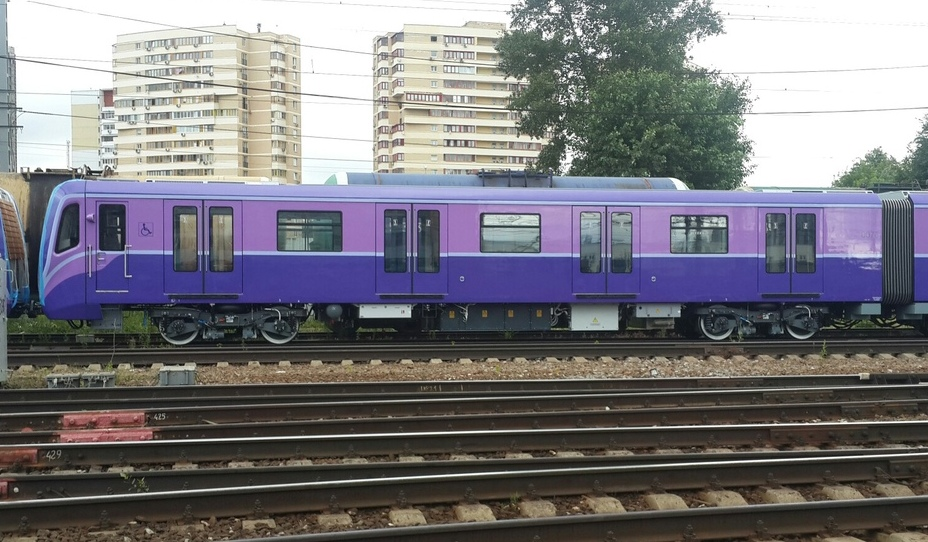
先頭車（電動制御車）（2021年撮影）
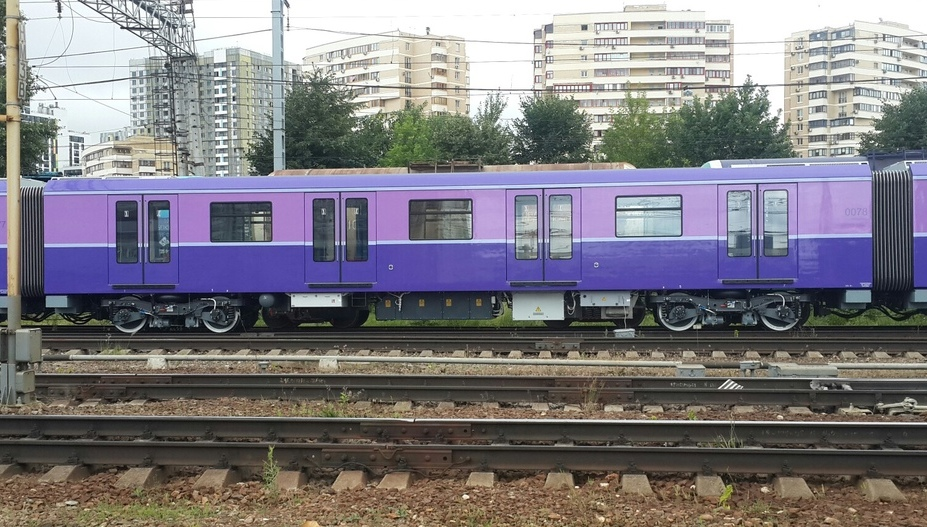
中間車（電動車）（2021年撮影）
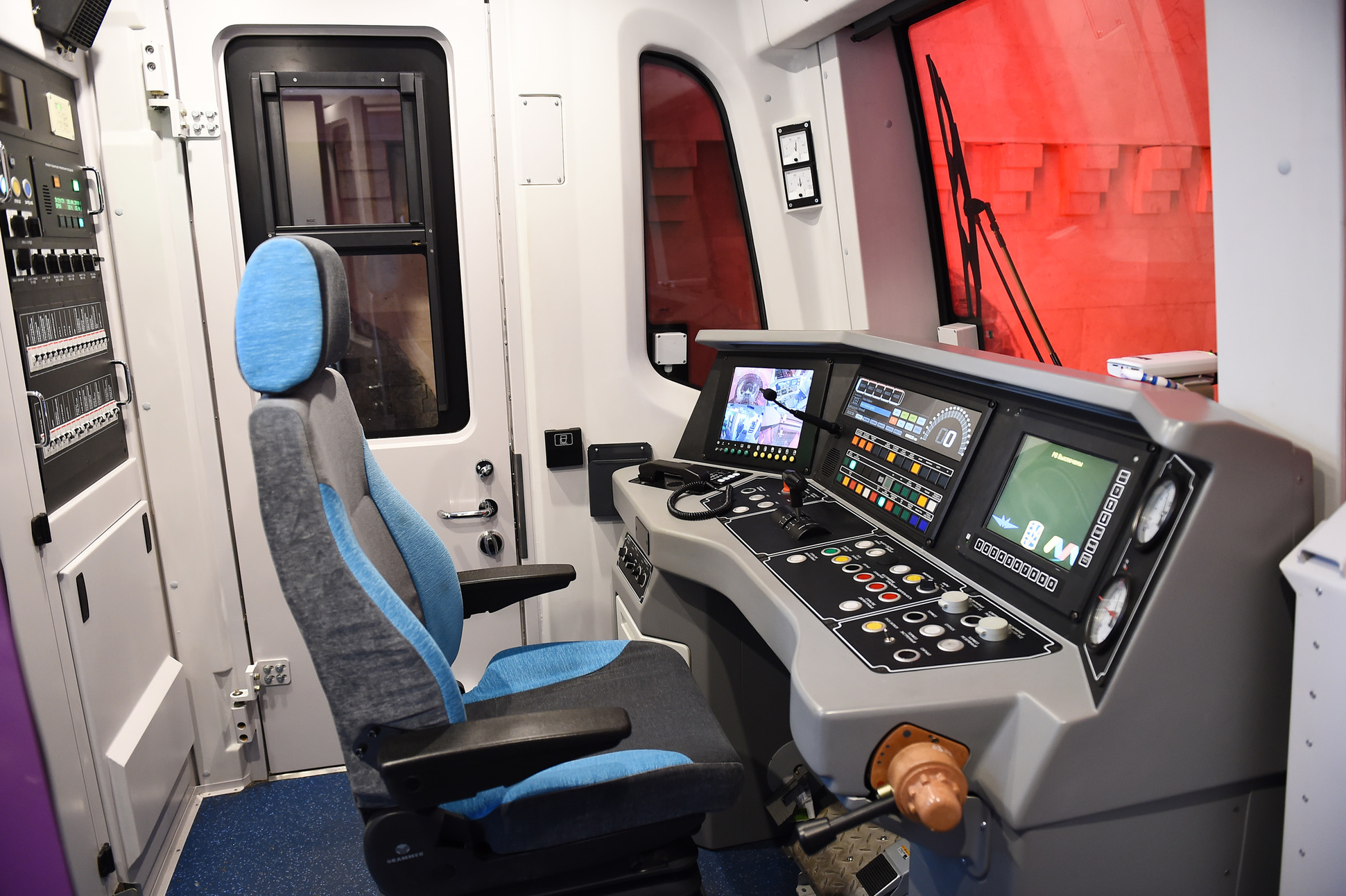
運転台
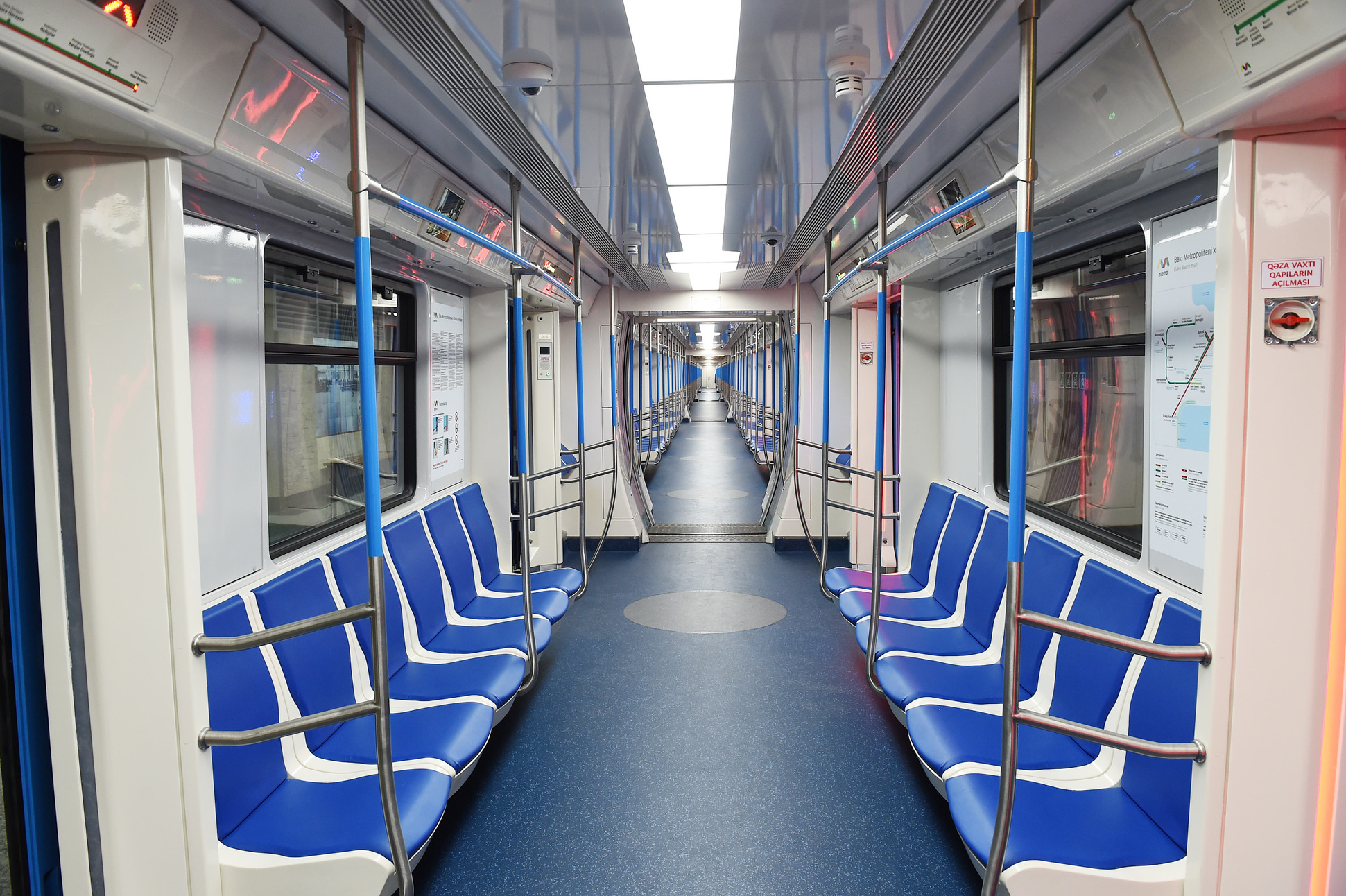
車内 中央部に手すりが設置されていない
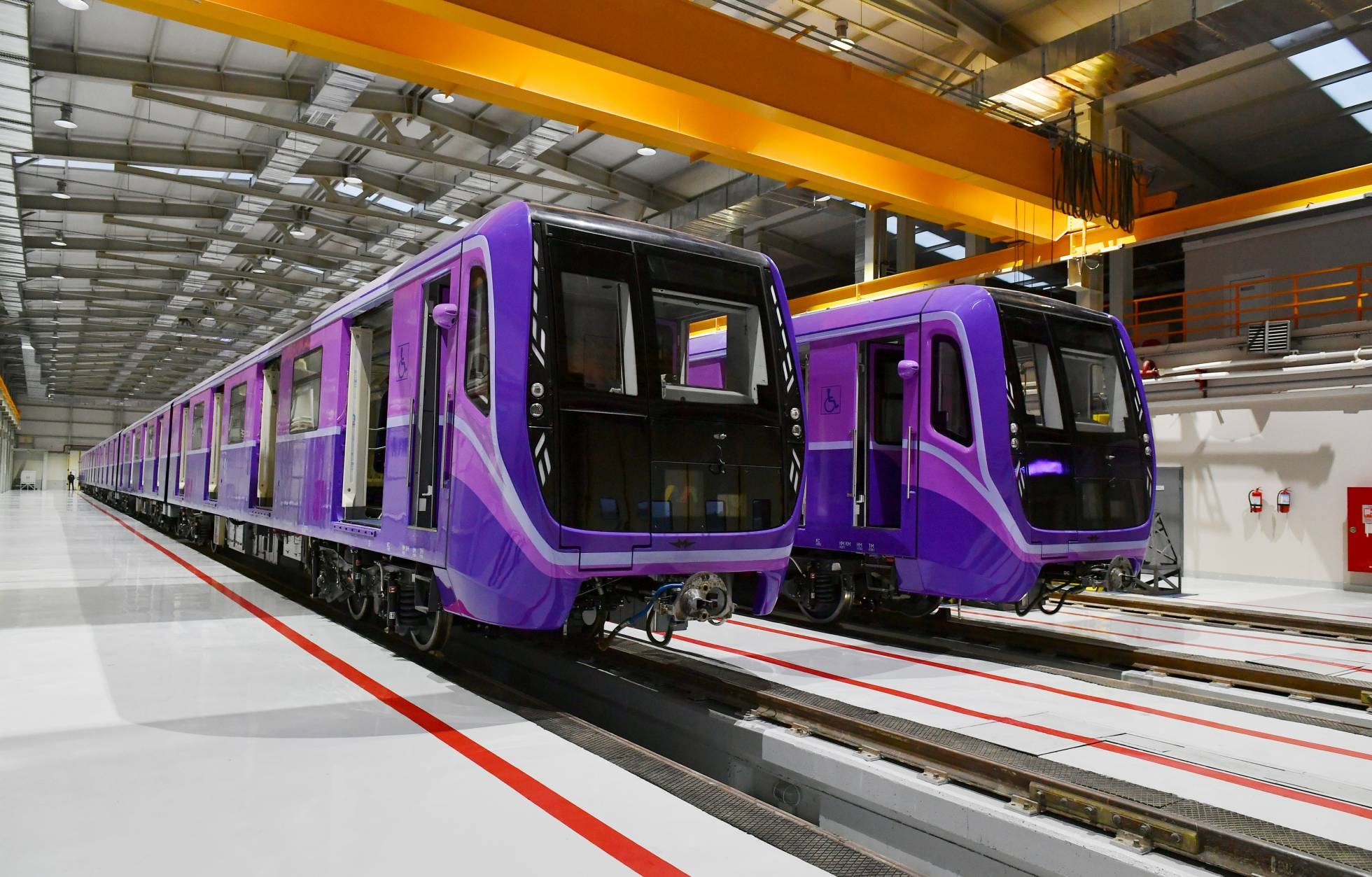
車庫に並ぶ車両（2022年撮影）
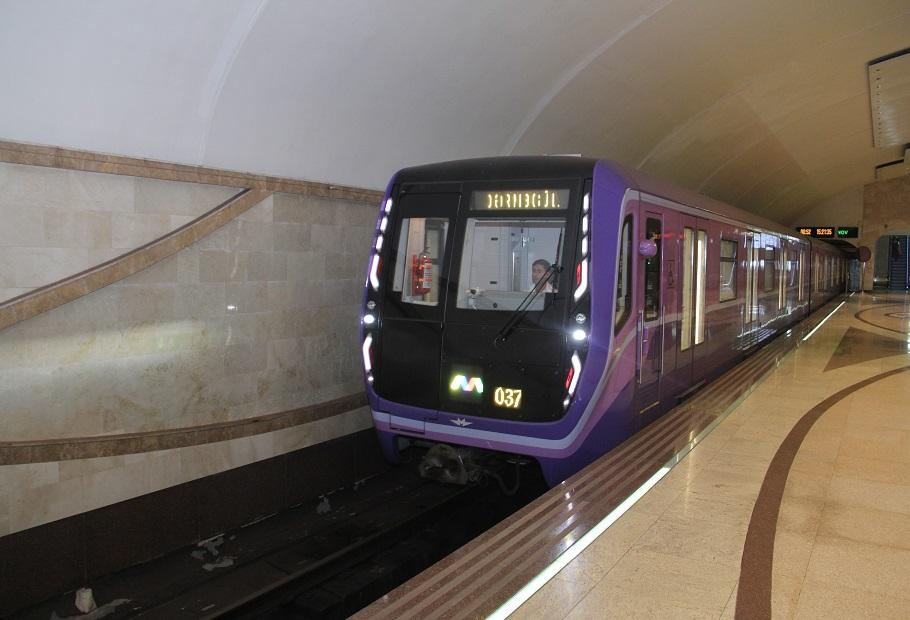
営業運転中の車両（2022年撮影）

### タシュケント地下鉄

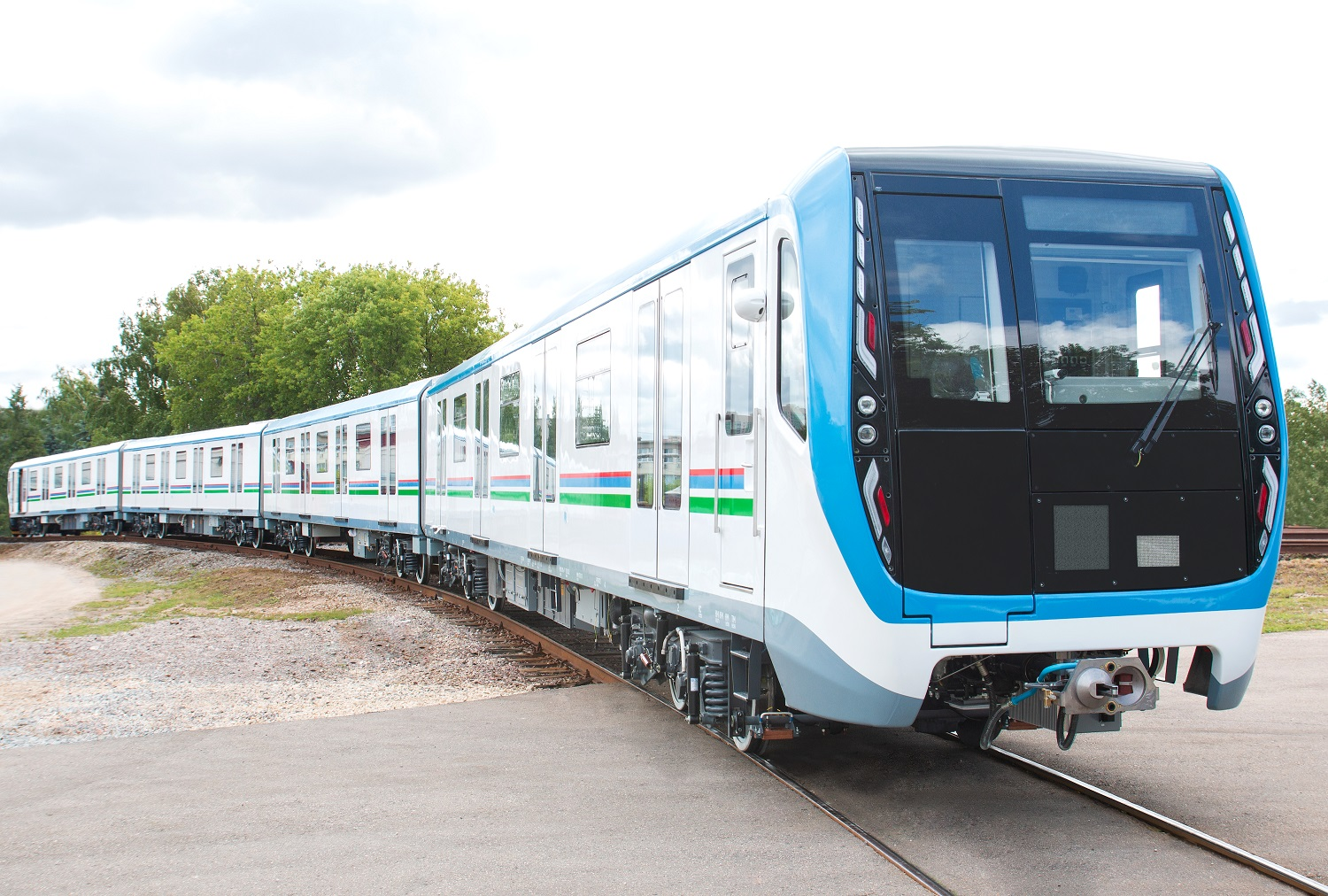
81-765.5形

2019年、ウズベキスタンの首都・タシュケントを走るタシュケント地下鉄で建設中の環状線用の車両として81-765.5形（先頭車）および81-766.5形（中間車）による4両編成5本が導入された。これらの車両は2018年に発注が行われたもので、同地下鉄向けに仕様変更が実施されている。また、今後の延伸計画を踏まえて45編成の追加発注も予定されている。

### カザン地下鉄

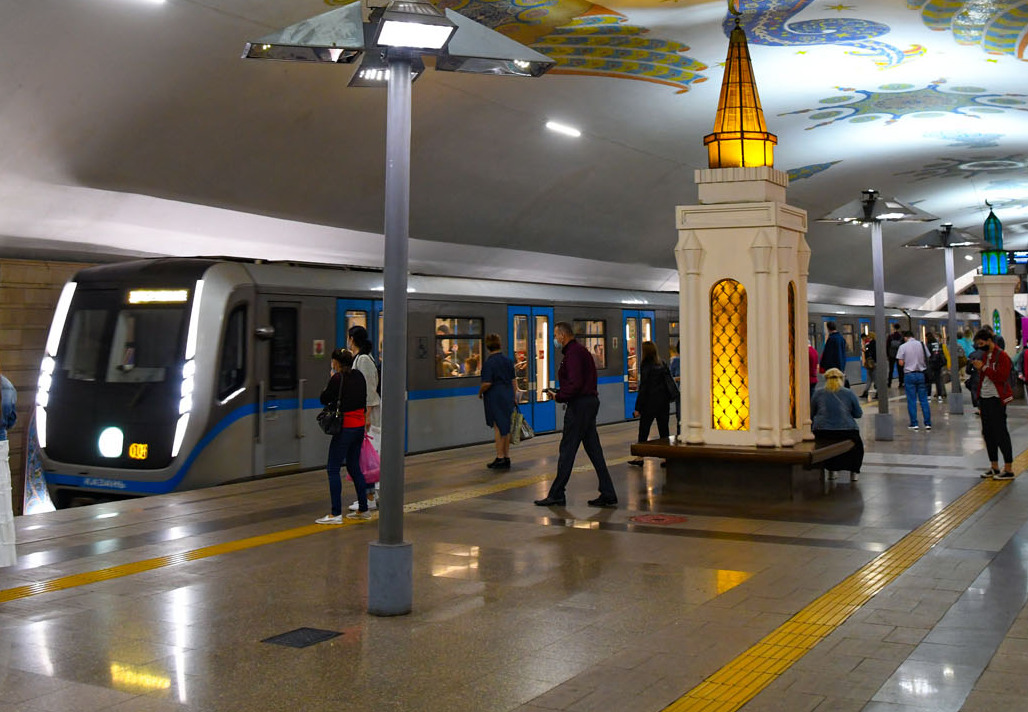
81-765.4K形

ロシア連邦・タタールスタン共和国の首都・カザン市内のカザン地下鉄には、2020年5月に81-765.4K形（先頭車）および81-766.4K形（中間車）による4両編成1本が導入されている。これは前年の2019年に発注が行われたもので、制動装置は完全停止時も含めて空気ブレーキを併用しない電気指令式ブレーキが採用されている他、全車両に貫通路が設置されておりカザン地下鉄で初めてとなる編成全体が往来可能な車両である。また、新型コロナウイルス感染症（COVID-19）対策として自動空気消毒システムが搭載されている。

### ミンスク地下鉄
2023年3月、メトロワゴンマッシュはベラルーシの首都・ミンスクの地下鉄であるミンスク地下鉄向けの車両（4両編成7本、合計28両）の製造契約を獲得した。先頭車（81-765.7形）と中間車（81-766.7形）は全てロシア製の誘導電動機を有する電動車で、既存の車両と比べて幅広の乗降扉や車両間通路が設けられている。客席は耐久性や人間工学を意識した布張りの構造で、先頭車の着席定員は41人、中間車は44人である。また、誘導電動機など一部を除いた機器はベラルーシの国産部品が使われている。また、後述の通りホームドアが存在する路線で使用される事から、乗降扉の位置を合わせるため車体長は他都市の同型車両と比べて先頭車は70 mm、中間車は140 mm短くなっている。
2024年7月から12月にかけて全編成の導入が行われ、ホームドア（スクリーンドア）が設置されているジェリェナルージスカヤ線で使用される。また、これらの車両は「ミンスク-2024」という愛称が付けられている。